# Gullivers Reisen (Fernsehfilm)
Gullivers Reisen ist ein zweiteiliger Fernseh-Fantasyfilm aus dem Jahr 1996. Er basiert auf dem gleichnamigen Roman von Jonathan Swift.

## Handlung
Lemuel Gulliver, ein Arzt, der als Schiffsarzt losgesegelt war, kehrt um etwa 1720 nach Jahren der Abwesenheit wieder in seine Heimat England zurück. Doch seine Familie erkennt ihn kaum wieder. Verstört erzählt er von Liliput, einem Land der Zwerge, und Brobdingnag, dem Land der Riesen, von schwebenden Inseln und sprechenden Pferden. Seine abenteuerlichen Geschichten werden für Hirngespinste gehalten, sein Geisteszustand ernsthaft angezweifelt.
Gullivers Frau Mary und ihr Arbeitgeber, der sie gerne ehelichen würde, Dr. Bates, machen sich Sorgen um ihn, da er ein schlechter Umgang für den kleinen Tom Gulliver sein könnte, der seinen Vater während seiner neun Jahre dauernden Abwesenheit nie zu Gesicht bekam.
Dr. Bates, der auch befürchtet, durch Gullivers Rückkehr seinen Platz an Marys Seite zu verlieren, weist ihn in das Bethlehem Hospital, in die „Psychiatrische Abteilung“ (eher Irrenanstalt), ein.
Dort berichtet er nun den Kranken von seinen Erlebnissen und erntet den Spott der Ärzte.
Als Mary entdeckt, das Bates ihre Briefe an ihren Mann in seinem Arbeitszimmer versteckt, anstatt sie Dr. Gulliver zu übergeben, setzt sie sich für eine Anhörung vor einem medizinischen Rat ein. Dieses wird gestattet. Vor der großen Schar der versammelten Menschen erzählt Gulliver seine Reiseerlebnisse zu Ende und erregt den Unmut der Versammlung, als er von der vernünftigen Gesellschaft der Houyhnhnms berichtet, die der der Menschen überlegen sei.
Schließlich stellt Dr. Bates ihn vor die Wahl – seinen Geschichten abzuschwören und in Freiheit gehen zu können oder aber zurück in die Zelle gebracht zu werden. Gulliver hält an seinen Erlebnissen fest und soll eben von den Pflegern zurückgebracht werden, als im letzten Moment sein Sohn Tom den Raum betritt und den staunenden Menschen ein Schaf aus dem Land Liliput zeigt, welches sein Vater mitgebracht hatte. Der Film endet mit Aufnahmen von Gulliver und seiner Familie in Freiheit.

## Hintergrund
Der Film wurde in England und Portugal gedreht.

## Sonstiges
- Der Regisseur Charles Sturridge ist mit der Schauspielerin Phoebe Nicholls (Kaiserin von Liliput) verheiratet. Ihr gemeinsamer Sohn ist Thomas Sturridge (Tom Gulliver).
- Ted Danson (Lemuel Gulliver) und Mary Steenburgen (Mary Gulliver) lernten sich bei den Dreharbeiten kennen und heirateten wenige Wochen später auf Martha’s Vineyard.
- Samples der Schlussszene („You see, when night falls and you close your eyes to sleep and dream, I have seen the things you can only dream about. I have been there.“) werden von der britischen Psytrance Band Chi-A.D. im Stück Astral Warrior verwendet.

## Auszeichnungen
Der Film erhielt 1996 folgende fünf Emmys:
- Beste Ausstattung
- Bestes Haarstyling
- Bestes Drehbuch
- Bester Film
- Beste Spezialeffekte

Zusätzlich erhielt Gullivers Reisen die folgenden sechs Nominierungen:
- Beste Kamera
- Bestes Kostümdesign
- Beste Regie
- Bester Schnitt
- Bester Ton
- Beste Weibliche Nebendarstellerin: Alfre Woodard